# Yonkers
Yonkers és una ciutat estatunidenca ubicada al Comtat de Westchester, a l'estat de Nova York, de 196.086 habitants segons el cens de l'any 2000 i amb una densitat de 4.189,9 per km². Yonkers és la ciutat més poblada del comtat, la quarta ciutat més poblada de l'estat (per darrere de Rochester, Buffalo i la ciutat de Nova York) a més és la 106a ciutat més poblada del país. Es troba a uns 20 quilòmetres Nova York i a uns 230 per carretera de la capital d'estat, Albany. L'actual alcalde és Philip A. Amicone.

## Ciutats agermanades
- Ternópil, Ucraïna (des de 1991)

## Personalitats notables
- Jon Voight. Actor.
- Steven Tyler. Cantant del grup Aerosmith.
- John Howard Northrop (1891-1987), químic i bioquímic, Premi Nobel de Química de 1946.
- Daniel Carlton Gajdusek (1923-2008), metge, Premi Nobel de Medicina o Fisiologia de l'any 1976